# Medelpads östra domsagas valkrets
Medelpads östra domsagas valkrets var i riksdagsvalen till andra kammaren 1881–1887 en egen valkrets med ett mandat. Valkretsen avskaffades vid valet 1890 då den delades upp i Sköns tingslags valkrets och Njurunda, Indals och Ljustorps tingslags valkrets.

## Riksdagsmän
- Petter Näsman, lmp (1882–1887)
- Johan Carlsson, gamla lmp (1888–1890)